# Giulio Brogi
Pour les articles homonymes, voir Brogi.
Giulio Brogi, né à Vérone le 13 mai 1935 et mort à Negrar le 19 février 2019, est un acteur italien.

## Biographie
Dès le début des années 1960, Giulio Brogi joue au Piccolo Teatro di Milano et aux Stabili de Gênes, Trieste et Turin, où il interprète les classiques.
Il est également actif à la télévision, notamment pour incarner Énée dans la mini-série Énéide (it) (1971) de Franco Rossi et Jean Delafoy dans Gamma (1975) de Salvatore Nocita. C'est toutefois au cinéma qu'il apparaît le plus souvent : il est par exemple choisi à quatre reprises par les frères Taviani pour Les Subversifs (Sovversivi, 1967), Sous le signe du scorpion (Sotto il segno dello scorpione, 1969), Saint Michel avait un coq (San Michele aveva un gallo, 1972) et Le Pré (Il prato, 1979). En 1984, il est de la distribution du Voyage à Cythère de Theo Angelopoulos.
À partir des années 1990, il tourne dans des films comme Le Porteur de serviette (Il Portaborse, 1991) de Daniele Luchetti, Il segreto del bosco vecchio (1993) de Ermanno Olmi, Terra bruciata (1995) de Andres Pfaffli, La lingua del Santo (2000) de Carlo Mazzacurati, Niente è come sembra (2007) de Franco Battiato et La grande bellezza de Paolo Sorrentino.
Le 4 juin 2015, il reçoit la médaille de la ville de Vérone.

## Filmographie

### Cinéma
- 1967 : Les Subversifs (I sovversivi) des frères Taviani : Ettore
- 1968 : Gangsters '70 de Mino Guerrini : Ludi
- 1968 : Galileo de Liliana Cavani
- 1969 : Sous le signe du scorpion (Sotto il segno dello scorpione) des frères Taviani : Rutolo
- 1969 : Il rapporto de Lionello Massobrio
- 1970 : La Stratégie de l'araignée (Strategia del ragno) de Bernardo Bertolucci : Athos Magnani, père et fils
- 1970 : Le Lion à sept têtes (Der Leone Have Sept Cabeças) de Glauber Rocha : Pablo
- 1972 : Saint Michel avait un coq (San Michele aveva un gallo) des frères Taviani : Giulio Manieri
- 1973 : La Vie en jeu (La vita in gioco) de Gianfranco Mingozzi : Marco Antonio
- 1973 : Stregone di città de Gianfranco Bettetini
- 1973 : La città del sole de Gianni Amelio : le moine
- 1974 : L'Invention de Morel (L'invenzione di Morel) d'Emidio Greco : le gardien
- 1975 : Quanto è bello lu murire acciso d'Ennio Lorenzini
- 1979 : Le Pré (Il prato) des frères Taviani : Sergio
- 1984 : Voyage à Cythère (Taxidi sta Kythira) de Theo Angelopoulos : Alexandros
- 1987 : Kapetan Meitanos, i eikona enos mythikou prosopou de Dimos Theos
- 1989 : Carmela Campo d'Ariel Piluso (court métrage)
- 1991 : Le Porteur de serviette (Il portaborse) de Daniele Luchetti : Francesco Sana
- 1991 : La cattedra de Michele Sordino
- 1993 : Il segreto del bosco vecchio d'Ermanno Olmi : Bernardi
- 1994 : Sarahsarà de Renzo Martinelli : Gershe
- 1995 : Terra bruciata d'Andres Pfäffli : Rosso
- 2000 : La lingua del santo de Carlo Mazzacurati : Maritan
- 2001 : L'accertamento de Lucio Luneti : Mario Molinari
- 2001 : Come si fa un Martini de Kiko Stella : Albino
- 2007 : Niente è come sembra de Franco Battiato : Giulio
- 2012 : Non lo so ancora de Fabiana Sargentini
- 2013 : La grande bellezza de Paolo Sorrentino : Maestro del cinema
- 2013 : Piccola patria d'Alessandro Rossetto : le vieil homme
- 2017 : Dove non ho mai abitato de Paolo Franchi : Manfredi
- 2018 : La terra buona  d'Emanuele Caruso : Padre Sergio

### Télévision
- 1967 : L'ospite segreto, téléfilm d'Eriprando Visconti
- 1968 : Processi a porte aperte, épisode de la série  Il caso dei tre giudici de Lydia C. Ripandelli
- 1970 : La promessa, téléfilm  de Valerio Zurlini : Marat
- 1971 : Énéide (it), mini-série de Franco Rossi : Énée
- 1973 : Delitto di regime - Il caso Don Minzoni, téléfilm de Leandro Castellani : Italo Balbo
- 1973 : La carriera, mini-série de Flaminio Bollini
- 1973 : Eleonora, mini-série de Silverio Blasi : Andrea
- 1974 : Il giovane Garibaldi, mini-série de Franco Rossi : Mazzini
- 1975 : Gamma, mini-série de Salvatore Nocita : Jean Delafoy
- 1977 : La Mouette (Il gabbiano), téléfilm de Marco Bellocchio : Trigorin
- 1981 : Semmelweis de Gianfranco Bettetini : Semmelweis
- 1983 : Tre anni, mini-série de Salvatore Nocita
- 1989 : Piange al mattino il figlio del cuculo, téléfilm de Gianni Bongioanni
- 1992 : Gli anni d'oro, mini-série de Beppe Cino : Igor
- 2005 : La Dame aux camélias (La signora delle camelie), téléfilm de Lodovico Gasparini : Aldo Germonti
- 2017 : 1993, série télévisée de Giuseppe Gagliardi : Alberto Muratoni
- 2019 : Un diario del '43, épisode de la série télévisée Commissaire Montalbano (Il commissario Montalbano)